# Folke Sjöberg
För andra betydelser, se Folke Sjöberg (olika betydelser).
Karl Folke Sjöberg, född 19 september 1930 i Piteå landsförsamling, död 18 juni 1980 i Nederluleå församling, var en svensk präst. Han var far till prästen Gunnar Sjöberg.
Sjöberg var son till stuveriarbetare Karl Sjöberg och Ragnhild Sundén. Efter studentexamen i Luleå 1949 blev han teologie kandidat vid Uppsala universitet 1954, komminister i Korpilombolo församling 1955, kyrkoadjunkt i Burträsks församling 1958, stiftsadjunkt i Västerbotten 1959, komminister i Nederluleå församling 1960, kyrkoherde i Överkalix församling 1964 och kyrkoherde i Nederluleå församling 1972. 
Sjöberg var redaktör för tidningen "Kyrkhelg" 1960–1963 och ordförande i Luleå stifts ungdomsförbund från 1964. Han skrev artiklar i "Överkalix. Hembygdsgillets årsbok" och Nederluleå kyrka, Gammelstad, med dess altarskåp (1975). 

## Fotnoter
1. ↑  Sveriges Dödbok 1901–2009, DVD-ROM, Version 5.00, Sveriges Släktforskarförbund (2010).